# Çerçiz Topulli
Çerçiz Topulli (Argirocastro, 20 settembre 1880 – Scutari, 17 luglio 1915) fu uno dei protagonisti che guidarono l'Indipendenza dell'Albania, ossia la lotta armata per la liberazione dell'Albania dall'occupazione ottomana ed è considerato un eroe dagli Albanesi.

## Biografia
Il clima familiare in cui crebbe, grazie soprattutto all'influenza del fratello maggiore Bajo Topulli, orientò fortemente i suoi ideali patriottici. Deciso ad ottenere l'indipendenza dell'Albania, già in giovane età partecipò alle prime riunioni del comitato segreto Per la libertà dell'Albania che aveva sede nella sua città natale di Argirocastro.
Nel gennaio 1907 pubblicò sul quotidiano albanese Shpresa e Shqipërisë (La speranza dell'Albania) un articolo dal titolo Nga malet e Shqipërisë (Dalle montagne dell'Albania) in cui auspicando un "Risorgimento albanese" si rivolgeva a tutti i patrioti albanesi esortandoli a sollevarsi e a combattere contro l'Impero Ottomano per ottenere l'indipendenza della nazione.
Nel gennaio 1907 divenne il comandante del gruppo armato che operava principalmente nell'Albania meridionale, nelle aree di Argirocastro e Coriza. Su ordine del comitato locale, nel 1908 alcuni componenti del suo gruppo armato uccisero il comandante della gendarmeria turca di Argirocastro, il maggiore bosniaco Halil Musa Bey.
Il 18 marzo 1908 divenne capo delle truppe risorgimentali albanesi nella cosiddetta guerra di Mashkullorë, dove i patrioti dovettero affrontare l'esercito ottomano che aveva mandato truppe numerose per vendicare la morte del proprio comandante.
Dopo la vittoria della rivoluzione nel 1908, Çerçiz Topulli lavorò per la formazione dei club albanesi e per l'apertura di scuole in albanese in tutte le regioni di lingua albanese.
Dopo la proclamazione dell'Indipendenza dell'Albania, avvenuta il 28 novembre 1912, entrò a far parte del governo appena formato da Ismail Qemali, operando sempre molto attivamente per la difesa dei territori albanesi nei Balcani.
Venne ucciso il 15 luglio 1915 a Scutari durante uno scontro a fuoco con l'esercito Serbo-Montenegrino, durante la prima guerra mondiale, mentre cercava di fermare l'avanzata slava nei territori albanesi.
Nel 1937 i suoi resti vennero riportati nella sua città natale di Argirocastro.